# Thamniopsis rivularis
Thamniopsis rivularis là một loài rêu trong họ Pilotrichaceae. Loài này được (Mitt.) B. H. Allen mô tả khoa học đầu tiên năm 2010.